# Substitutionsverfahren
Substitutionsverfahren sind solche Produktionsverfahren und zugehörige Technologien, die geeignet sind andere Verfahren unter gegebenen Umständen weitgehend zu ersetzen.
Als Beispiele seien das Schweißen angeführt, das an vielen Stellen das Nieten ersetzen kann, oder die Elektroerosion, die oft an die Stelle von Fräsen oder Bohren treten kann.